# Karl Vautier
Karl Joseph Benjamin Vautier, auch Carl Vautier (* 1860 in Düsseldorf; † nach 1910), war ein deutsch-schweizerischer Porträtmaler der Düsseldorfer Schule.

## Leben und Werk
Vautier war der Älteste von drei Söhnen des Genremalers Benjamin Vautier und der Bertha Vautier, Tochter des Politikers Joseph Euler. Wie sein Bruder Otto wurde Karl Maler. Hierzu studierte er Malerei in Paris, von 1885 bis 1887 an der Académie Julian bei Jules-Joseph Lefebvre. Dort nahm er mit Pastellporträts an bedeutenden Ausstellungen teil, insbesondere am Salon de Paris. Anlässlich der Weltausstellung Paris 1900 wurde er zum Ritter der Ehrenlegion ernannt. Um 1901 erhielt er die Schweizer Staatsbürgerschaft.